# Antonio Abondio

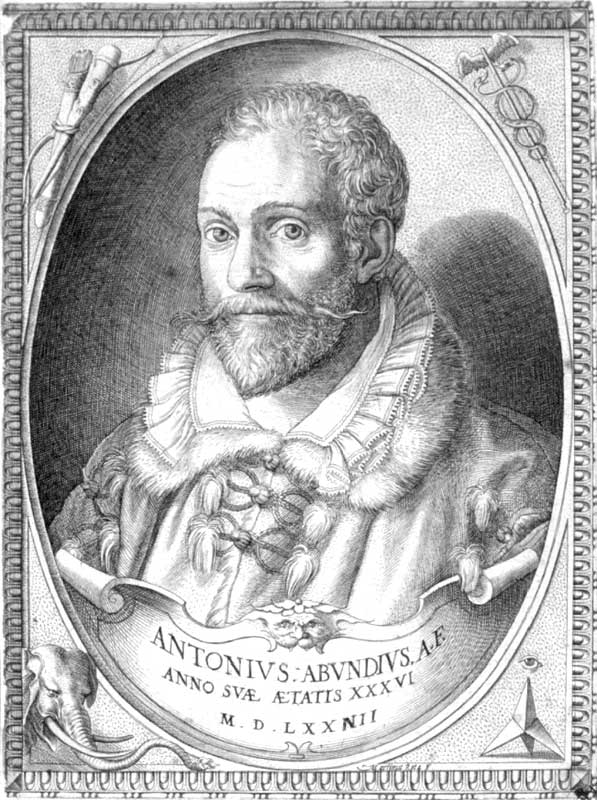
Antonio Abondio, målad av Martino Rota, 1574.

Antonio Abondio, född 1538 i Riva del Garda, Italien, död 22 maj 1591 i Wien, var en italiensk skulptör och medaljkonstnär.

## Biografi
Abondio arbetade i Italien mellan 1552 och 1565, och därefter främst för habsburgarna. År 1566 blev han hovmedaljör hos Maximilian II i Prag. Hans son och elev Alessandro följde i sin fars fotspår, även han specialiserad på mytologiska reliefer. Abondios specialitet var dock porträttmedaljonger i målat vax.
Tretton av Abondios vaxporträtt finns bevarade, och ungefär sextio medaljer. Han gjorde också stansarna till de första mynten som präglades av kejsar Rudolf II. Inledningsvis följde hans stil i metallarbeten Leone Leoni, för vars husfasader i Milano han högg ut åtta stora atlanter i sten, men påverkades senare av många andra influenser.
Den tidigaste daterade medaljen av Abondio (1561) är ett porträtt av Jacopo Antonio Sorra. Någon specifik stil för hans medaljer har inte definierats. Hans eklektiska stil går tillbaka på italienska, tyska och nederländska influenser. I Italien följde han milanesisk stil såsom den visats i arbetet av Leoni, men han påverkades också av medaljer av den venetianske Alessandro Vittoria. I början av sin karriär var han också påverkad av verk av Alfonso Ruspagiari och vaxskolans modellerare och medaljörer i Reggio Emilia. 
Den av Abondio signerade medaljen Caterina Riva (1565) presenterar henne nästan som en målning, trekvartslängd och trekvartshöjd, med ett omfattande draperi som används för att skapa en manieristisk dekoration.